# مستشفى (ن.ب.أسطنبول)
مستشفى الطب النفسي العصبي هو أول مستشفى يختص بالأمراض العصبية والنفسية في تركيا وجراحة الدماغ والأعصاب، والجراحة العامة. تأسس في 20 مارس 2007 بحضور رئيس مجلس النواب السيد بولنت أرينك. ويعمل مستشفى (ن.ب.أسطنبول) NPİSTANBUL بالتعاون مع أطباء مختصين بعلم النفس، علم الأعصاب والطب النفسي، لتقييم حالة المرضى ومعاينتهم. مستشفى الطب النفسي العصبي NPISTANBUL أثبت نوعية الخدمة المقدمة على التشخيص والعلاج مع المعايير الدولية في مجال طب الاعصاب من قبل اللجنة المشتركة للمرة الثانية. ويعمل البروفسور نفزات تارهان كرئيس للمستشفى